# Resolución 663 del Consejo de Seguridad de las Naciones Unidas
La resolución 663 del Consejo de Seguridad de las Naciones Unidas, adoptada por unanimidad el 14 de agosto de 1990, después de examinar la solicitud del Principado de  Liechtenstein para la membresía en las Naciones Unidas, el Consejo recomendó a la Asamblea General que Liechtenstein fuese admitido.